# 大島駅 (石川県)
大島駅（おしまえき）は、石川県羽咋郡志賀町大島に存在した北陸鉄道能登線の駅である。1972年（昭和47年）に廃駅となった。

## 歴史
- 1931年（昭和6年）1月18日：能登鉄道の駅として新設開業。
- 1943年（昭和18年）10月13日：合併により北陸鉄道能登線の駅となる。
- 1972年（昭和47年）6月25日：能登線全線廃止により廃駅。

## 駅構造
単式ホーム1面1線の無人駅。

## 廃止後
線路跡のサイクリングロードが駅跡の部分だけ広くなっている。

## 隣の駅
北陸鉄道
能登線
甘田駅 - 大島駅 - 能登高浜駅